# Sahourê
Sahourê (signifiant « Rê est protecteur », aussi connu en grec sous le nom de Sephrês, Σϵϕρής) est le deuxième souverain de la Ve dynastie sous l'Ancien Empire, qui régna pendant environ douze ans au début du XXVe siècle avant notre ère. Sahourê est considéré comme l'un des rois les plus importants de l'Ancien Empire, son règne étant un point culminant d'un point de vue politique et culturel de la Ve dynastie. Il était le fils de son prédécesseur Ouserkaf et de la reine Néferhétepès, et fut à son tour remplacé par son fils Néferirkarê Kakaï.
Pendant le règne de Sahourê, l'Égypte avait d'importantes relations commerciales avec la côte levantine. Sahourê a lancé plusieurs expéditions navales au Liban d'aujourd'hui pour se procurer du bois de cèdre, des hommes (peut-être des esclaves) et des objets exotiques. Il a également ordonné la première expédition attestée au pays de Pount, qui a rapporté de grandes quantités de myrrhe, de malachite et d'électrum. Sahourê célèbre le succès de cette entreprise dans un relief de son temple mortuaire qui le montre en train d'entretenir un arbre de myrrhe dans le jardin de son palais nommé « La splendeur de Sahourê s'élève au ciel ». Ce relief est le seul dans l'art égyptien à représenter un jardin royal. Sahourê envoya d'autres expéditions dans les mines de turquoise et de cuivre du Sinaï. Il a peut-être aussi ordonné des campagnes militaires contre des chefs libyens dans le désert occidental, ramenant du bétail en Égypte.
Sahourê s'est fait construire une pyramide à Abousir, abandonnant ainsi les nécropoles royales de Saqqarah et de Gizeh, où ses prédécesseurs avaient construit leurs pyramides. Cette décision a peut-être été motivée par la présence du temple solaire d'Ouserkaf à Abousir, le premier temple du genre de la Ve dynastie. La pyramide de Sahourê est beaucoup plus petite que les pyramides de la IVe dynastie mais la décoration de son temple mortuaire est plus élaborée. La chaussée et le temple mortuaire de son complexe pyramidal étaient autrefois ornés de plus de 10 000 m2 de beaux reliefs, ce qui les rendait célèbres dans l'Antiquité. Les architectes de l'ensemble pyramidal de Sahourê ont introduit l'utilisation de colonnes palmiformes (c'est-à-dire de colonnes dont le chapiteau a la forme de feuilles de palmier), qui allait bientôt devenir une marque de fabrique de l'architecture égyptienne ancienne. Sahourê est également connu pour avoir construit un temple solaire appelé « La Roselière de Rê », et bien qu'il ne soit pas encore localisé, il est probablement aussi à Abousir.

## Famille

Sahourê vêtu du manteau de la fête-Sed et portant la couronne rouge de Basse-Égypte.

### Ascendance
L'identité des parents de Sahourê a été mise en lumière récemment à la suite des découvertes réalisées à Saqqarah et à Abousir dans les temples funéraires royaux dont le sien propre :
- À Saqqarah dans le temple funéraire de la pyramide d'Ouserkaf où le cartouche de Sahourê a été retrouvé confirmant que ce dernier avait achevé le complexe de son prédécesseur direct et supposant ainsi un lien de filiation direct[2] ;
- Non loin de ce site, les fouilles du temple funéraire de la pyramide de Néferhétepès, l'épouse d'Ouserkaf, ont révélé que le monument avait subi des modifications substantielles de son plan peu de temps après son édification. L'ajout, notamment d'un vestibule à colonnes dont le style est identique à celui des colonnes du temple funéraire de Sahourê, apporte un second indice favorisant l'hypothèse de la filiation entre ces différents personnages royaux[2] ;
- C'est à Abousir que la preuve définitive a été trouvée parmi les découvertes récentes du Conseil suprême des Antiquités égyptiennes faites dans le temple funéraire de la pyramide de Sahourê. De nouveaux blocs décorés appartenant à la chaussée du temple, et ayant échappé aux fouilles du siècle dernier, ont été mis au jour révélant de nouveaux pans entiers du programme décoratif du monument déjà bien documenté par les travaux de Ludwig Borchardt. Parmi ces scènes inédites figurent celles représentant la famille royale. Néferhétepès y est représentée portant le titre de « Mère royale »[3]. Cette découverte permet ainsi de compléter le puzzle jusque-là supposé avec les trouvailles de Saqqarah[4].

Ainsi, il est aujourd'hui largement admis que les parents du roi Sahourê sont le roi Ouserkaf et la reine Néferhétepès.

### Épouse
Un relief ornant à l'origine la chaussée de la pyramide de Sahourê représente la reine Méretnebty, qui était donc très probablement l'épouse de Sahourê et la mère de Néferirkarê Kakaï et de Netjerirenrê.

### Descendance
Sahourê est connu pour avoir été remplacé par le roi Néferirkarê, qui était considéré, jusqu'en 2005, comme son frère. Cette année 2005, les égyptologues Miroslav Verner et Tarek El-Awady ont découvert un relief, celui cité juste au-dessus, et représentant Sahourê assis devant deux de ses fils, Ranéfer Khakar et Netjerirenrê. À côté du nom de Ranéfer Khakar, le texte « Néferirkarê Kakaï roi de Haute et Basse-Égypte » avait été ajouté, indiquant que Ranéfer Khakar était le fils de Sahourê et a pris le trône sous le nom Néferirkarê Kakaï à la mort de son père. Comme Ranéfer Khakar et Netjerirenrê portent tous deux le titre de « Fils aîné du Roi », Verner et El-Awady pensent qu'ils étaient peut-être jumeaux avec Ranéfer Khakar né le premier. Ils proposent que Netjerirenrê se soit emparé du trône pour un bref règne sous le nom de Chepseskarê, bien que cela reste conjectural. Netjerirenrê portait plusieurs titres religieux correspondant à des postes de haut rang dans la cour et qui suggèrent qu'il a pu agir comme un vizir pour son père. Cela fait cependant l'objet d'un débat, comme le souligne Michel Baud, à l'époque de Sahourê, l'expulsion des princes royaux du vizirat était en cours, sinon déjà achevée.
Trois autres fils, Khakarê, Horemsaf et Nebânkhrê sont représentés sur des reliefs du temple mortuaire de Sahourê, mais l'identité de leur mère est inconnue.

## Règne

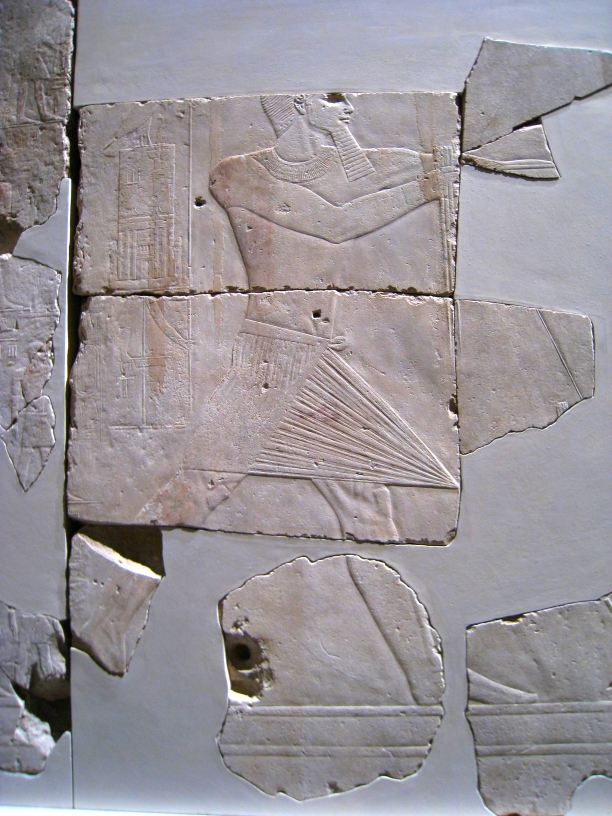
Sahourê tirant à l'arc. Relief provenant de son temple funéraire à Abousir - musée égyptien de Berlin.

### Durée du règne
Le Canon royal de Turin, écrit sous la XIXe dynastie, lui attribue douze ans, cinq mois et douze jours de règne. La pierre de Palerme, liste et annales dynastiques établies sous la Ve dynastie, mentionne comme dernière année enregistrée dans les annales de la dynastie pour le règne du roi, l'an quatorze, neuf mois et six jours. Dans l'étude comparative de la pierre de Palerme et des fragments complémentaires du Caire, Georges Daressy parvient à une quinzième année de règne. Manéthon le nomme Secheres et lui donne treize années de règne.

### Activités en Égypte
La majorité des activités de Sahourê en Égypte enregistrées dans la pierre de Palerme sont de nature religieuse. Durant la cinquième année de son règne, la pierre mentionne la fabrication d'une péniche divine, peut-être à Héliopolis, la quantité exacte d'offrandes quotidiennes de pain et de bière à Rê, Hathor, Nekhbet et Ouadjet fixées par le roi et le don de terres à divers temples,.
Sahourê a également réorganisé le culte de sa mère Néferhétepès, dont le complexe mortuaire avait été construit par Ouserkaf à Saqqarah. Il a notamment ajouté à son temple un portique d'entrée à quatre colonnes, de sorte que l'entrée ne faisait plus face à la pyramide d'Ouserkaf,.
Les preuves archéologiques suggèrent que les autres activités de construction de Sahourê étaient concentrées à Abousir, où il a construit sa pyramide, et dans son voisinage immédiat qui abritait probablement son temple solaire. Ce temple, le deuxième de ce type réalisé sous la Ve dynastie et encore à localiser, est connu pour avoir existé grâce à une inscription sur la pierre de Palerme où il est appelé Sekhet Rê, ce qui signifie « La Roselière de Rê ». Quelques blocs de calcaire portant des reliefs qui ornaient autrefois le temple ont été retrouvés encastrés dans les murs de l'ensemble mortuaire de Niouserrê, le quatrième successeur de Sahourê. Cela suggère soit que ces blocs sont des restes de la construction du temple, soit que Niouserrê a utilisé le temple de Sahourê comme carrière pour les matériaux de construction car il était inachevé.
Le palais de Sahourê, appelé Outjes-néferou-Sahourê, « Louées soient les beautés de Sahourê », est connu par une inscription sur des jarres de stockage découvertes en février 2011 dans le temple mortuaire de Néferefrê. Au vu de l'intérêt particulier que la Ve dynastie a eu pour ce site accessible depuis une retenue d'eau du fleuve qui formait un véritable lac, il est probable que le palais royal se situait à proximité, en contrebas du plateau rocheux sur lequel les mausolées royaux sont édifiés, dominant une ville de pyramide, cité toute consacrée au chantier du règne.
Le fragment d'une statue portant le nom du roi a été découvert en 2015, à El Kab,. Au sud de l'Égypte, une stèle portant le nom de Sahourê a été découverte dans les carrières de diorite situées dans le désert au nord-ouest d'Abou Simbel en Basse-Nubie. Encore plus au sud, le cartouche de Sahourê a été retrouvé dans un graffiti à Toumas et sur un sceau à Bouhen à la deuxième cataracte du Nil,,.

### Activités hors d'Égypte

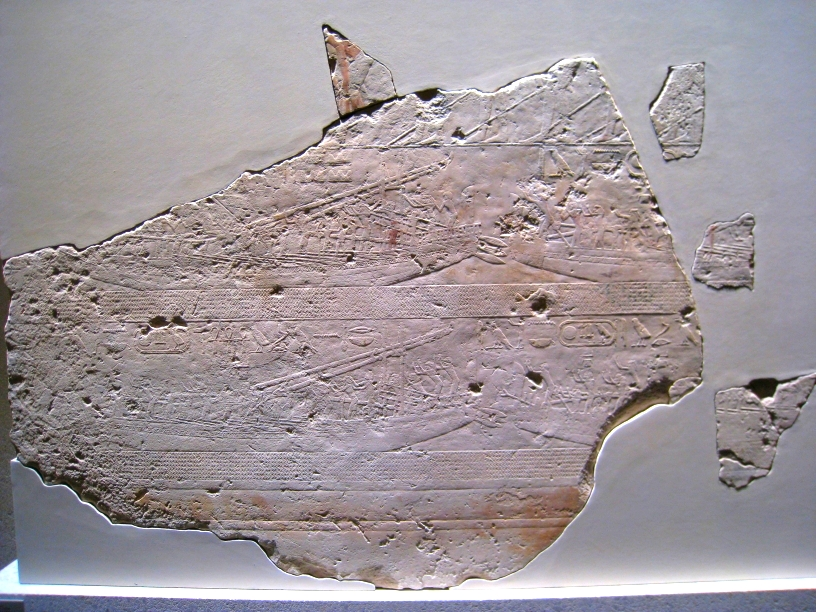
La flotte de Sahourê de retour d'une expédition navale.

#### Commerce et expéditions
Les documents historiques et les artefacts qui subsistent suggèrent que les contacts avec les terres étrangères ont été nombreux pendant le règne de Sahourê. En outre, ces contacts semblent avoir été essentiellement de nature économique plutôt que militaire. Les reliefs de son complexe pyramidal montrent qu'il possédait une marine composée de bateaux de cent coudées de long (environ cinquante mètres), dont certains reviennent du Liban chargés de troncs de cèdres précieux. D'autres navires sont représentés chargés d'« Asiatiques », adultes et enfants, qui étaient peut-être des esclaves,,. Un relief unique représente plusieurs ours bruns syriens, probablement ramenés de la côte levantine par une expédition navale. Ces ours apparaissent en association avec douze jarres de Syrie peintes en rouge à une poignée et sont donc susceptibles de constituer un tribut,.
Les contacts commerciaux avec Byblos ont certainement eu lieu pendant le règne de Sahourê et les fouilles du temple de Baâlat ont permis d'obtenir un bol en albâtre portant le nom de Sahourê. Il aurait épousé une princesse phénicienne. Il existe d'autres preuves corroborant la présence de commerce avec le Levant pendant la Ve dynastie, avec un certain nombre de vases de pierre portant des cartouches de pharaons de cette dynastie, découverts au Liban. Enfin, un morceau d'or fin estampé sur un trône de bois et portant des cartouches de Sahourê aurait été retrouvé lors de fouilles illégales en Turquie parmi un assemblage plus large connu sous le nom de Trésor de Dorak,,. L'existence du trésor est cependant aujourd'hui largement mise en doute.
Dans sa dernière année sur le trône, Sahourê a envoyé la première expédition documentée vers la terre légendaire de Pount. L'expédition aurait rapporté des animaux exotiques ainsi que 80 000 mesures de myrrhe et des arbres à myrrhe, essence qui ne poussait pas en Égypte, ainsi que de la malachite et de l'électrum,. Sahourê semble s'être particulièrement et personnellement intéressé à ces arbres car il s'est fait représenter dans son palais les cultivant en présence de son entourage, se vantant d'être le premier souverain à avoir réussi cet exploit. Pour cette raison, on attribue souvent à Sahourê la création d'une marine égyptienne. Cependant, on sait aujourd'hui que les rois égyptiens précédents avaient aussi une marine de haute mer, en particulier Khéops sous le règne duquel le plus ancien port connu, Ouadi el-Jarf, sur la mer Rouge, était en activité. Néanmoins, les reliefs du complexe pyramidal de Sahourê restent les « premières représentations définitives de navires de mer en Égypte » (Shelley Wachsmann).
Dans sa dernière année de règne, Sahourê envoya une autre expédition à l'étranger, cette fois dans les mines de cuivre et de turquoise de Ouadi Maghara,, et Ouadi El-Kharit dans le Sinaï,,, qui étaient actives depuis au moins le début de la IIIe dynastie. Cette expédition a rapporté plus de 6 000 unités de cuivre en Égypte et a également produit deux reliefs dans le Sinaï, dont l'un montre Sahourê dans l'acte traditionnel de frapper les Asiatiques et de se vanter être « Le Grand Dieu qui frappe les Asiatiques de tous pays ».

#### Campagnes militaires
La carrière militaire de Sahourê est connue principalement grâce aux reliefs de son complexe mortuaire. Il s'agissait apparemment de campagnes contre les Libyens dans le désert occidental. Les campagnes ont permis de rapporter du bétail et Sahourê est montré en train de frapper des chefs locaux. La pierre de Palerme corrobore certains de ces événements. Cependant, cette même scène de l'attaque libyenne a été utilisée deux cents ans plus tard dans le temple mortuaire de Pépi II et dans le temple de Taharqa à Kawa, construit environ 1 800 ans après la mort de Sahourê. En particulier, les mêmes noms sont cités pour les chefs locaux. Par conséquent, il est possible que Sahourê ait lui aussi copié une représentation encore plus ancienne de cette scène.

### Membres de la Cour royale et hauts fonctionnaires
Plusieurs dignitaires contemporains de son règne sont connus et se font aménager leur mastaba à Saqqarah ou Abousir :
- Tepemânkh, prêtre du culte du roi et de son prédécesseur Ouserkaf, qui possède un mastaba à Abousir non loin de la pyramide de son maître[52] ;
- Senouânkh, autre prêtre du culte royal ainsi que de celui d'Ouserkaf. Son mastaba a été retrouvé à Saqqarah[53] ;
- Persen, prêtre rattaché au culte funéraire de Néferhétepès, la mère du roi, dont le mastaba a été retrouvé à Saqqarah, près de la pyramide de Néferhétepès[54] ;
- Niânkhsekhmet, médecin en chef de Sahourê, il demanda au roi qu'une fausse porte soit faite pour sa tombe, ce que le roi accepta. Sahourê fit graver et peindre en bleu en sa présence la fausse porte en calcaire fin de Tourah. Le roi souhaita longue vie à son médecin en lui disant : « Comme mes narines sont en bonne santé, comme les dieux m'aiment, puissiez-vous partir au cimetière à un âge avancé, comme on le vénérait »[55] ;
- Ouash-Ptah dit Izi, qui commença sa carrière comme prêtre du culte du roi sous Sahourê, et deviendra le vizir de Néferirkarê Kakaï. Son mastaba a été retrouvé à Abousir[56] ;
- Pehenoukaï, vizir sous le règne de Néferirkarê, prêtre du culte d'Ouserkaf sous les règnes de Sahourê et de son successeur Néferirkarê[57] :
- Ptahchepsès Ier : probablement né sous le règne de Menkaourê, Ptahchepsès était grand prêtre de Ptah ;
- Ourbaouba : vizir sous le règne de Sahourê, attesté dans le temple mortuaire, contrairement à Sékhemkarê, Ourbaouba ne semble pas avoir été royal. Cela indique que Sahourê a poursuivi la politique d'Ouserkaf de nommer des personnes non royales à de hautes fonctions ;
- Sékhemkarê : prince royal, fils de Khafrê et vizir sous Ouserkaf et Sahourê.

## Sépulture

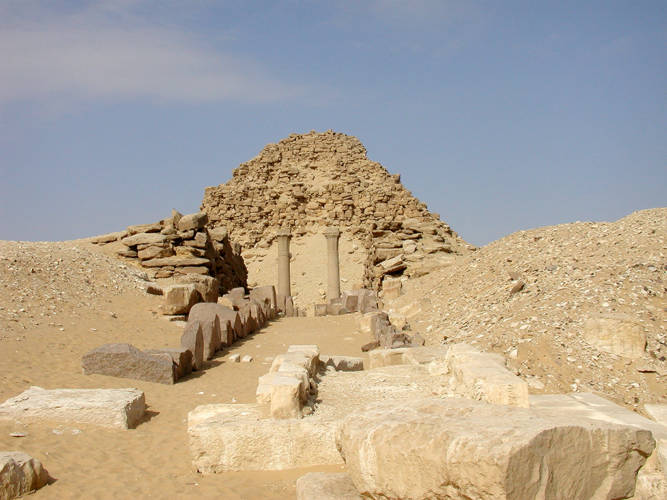
Pyramide de Sahourê.

La pyramide principale du complexe mortuaire de Sahourê illustre le déclin de la construction de pyramides, tant en termes de taille que de qualité. Pourtant, le temple mortuaire qui l'accompagne est considéré comme le temple le plus sophistiqué construit jusqu'alors. Avec ses nombreuses innovations architecturales, telles que l'utilisation de colonnes palmiformes, le plan d'ensemble du complexe de Sahourê servira de modèle pour tous les complexes mortuaires construits depuis le règne de Sahourê jusqu'à la fin de l'Ancien Empire, quelque trois-cents ans plus tard,.
Le monument a été identifié comme étant une pyramide, pour la première fois par Karl Richard Lepsius, et porte alors le numéro dix-huit sur la liste des pyramides égyptiennes qu'il réalise lors de l'expédition prussienne de 1842. C'est Ludwig Borchardt qui identifie son propriétaire et fouille l'ensemble de manière exhaustive au début du XXe siècle, publiant ses travaux par une série d'ouvrages qui feront date dans le monde égyptologique. Le complexe a été partiellement restauré depuis et, au cours des travaux d'aménagement, a fait l'objet de nouvelles études et fouilles effectuées par le Conseil suprême des Antiquités égyptiennes.

### Localisation
Sahourê choisit de construire son complexe pyramidal à Abousir, abandonnant ainsi Saqqarah et Gizeh, qui avaient été les nécropoles royales jusque-là. Une motivation possible pour la décision de Sahourê était la présence du temple solaire d'Ouserkaf.

### Le complexe funéraire
Le complexe funéraire se compose d'un temple de la vallée, d'une chaussée de près de deux-cents mètres de long, d'un temple funéraire, d'une pyramide subsidiaire et bien entendu de la pyramide elle-même.
Le temple mortuaire de Sahourê a été largement décoré d'environ 10 000 m2 de reliefs raffinés. De nombreux fragments survivants des reliefs qui ornent les murs du temple sont de très grande qualité et beaucoup plus élaborés que ceux des temples mortuaires précédents,. Plusieurs reliefs du temple et de la chaussée sont uniques dans l'art égyptien. Il s'agit notamment d'un relief représentant Sahourê prenant soin d'un myrrhe dans son palais devant sa famille,, d'un relief représentant des ours bruns et d'un relief montrant la mise en place du pyramidion, recouvert d'une feuille d'or, sur la pyramide principale et les cérémonies suivant l'achèvement du complexe. Il s'agit là d'une rare représentation antique d'un chantier de construction d'une pyramide et même si la scène représentée concerne davantage la cérémonie d'accueil au chantier du pyramidion venant en quelque sorte consacrer le monument royal, elle est suffisamment inédite pour être mentionnée. Les nombreux reliefs des temples mortuaire et de la vallée illustrent aussi, entre autres, un recensement des étrangers par ou devant la déesse Seshat et le retour d'une flotte égyptienne du Proche Orient, peut-être Byblos. Certains des bas-reliefs en granit rouge sont encore en place sur le site,. Les reliefs décorés de la partie supérieure de la chaussée représentent la procession de plus de cent-cinquante domaines funéraires personnifiés créés pour le culte de Sahourê, démontrant l'existence d'un système économique sophistiqué associé au culte funéraire du roi. Il existe également une pyramide subsidiaire destinée au Ka du roi.
Le temple mortuaire présentait les premières colonnes palmiformes de tout temple égyptien, d'imposantes architraves de granit portant le titulaire de Sahourê, recouvertes de cuivre, de basalte noire et de granit.

### La pyramide
La pyramide de Sahourê atteignait quarante-sept mètres lors de sa construction, beaucoup plus petite que les pyramides de la IVe dynastie. Son noyau intérieur est fait de pierres grossièrement taillées, organisées en escaliers et maintenues ensemble dans de nombreuses sections avec un épais mortier de boue. Cette technique de construction, beaucoup moins coûteuse et plus rapide à exécuter que les techniques à base de pierre de la IVe dynastie, s'est avérée bien pire avec le temps. De ce fait, la pyramide de Sahourê est aujourd'hui en grande partie ruinée et ne représente plus qu'un tas de gravats montrant le remplissage brut des débris et du mortier constituant le noyau, qui a été exposé après le vol des pierres de parement dans l'Antiquité.
Pendant la construction du noyau, un couloir a été laissé ouvert, menant au puits où la chambre funéraire a été construite séparément et recouverte par la suite de blocs de pierre et de débris. Cette stratégie de construction est clairement visible dans les pyramides inachevées ultérieures, en particulier la pyramide de Néferefrê. Cette technique reflète également le style plus ancien de la IIIe dynastie qui semble revenir à la mode après avoir été temporairement abandonné par les constructeurs des cinq grandes pyramides de Dahchour et Gizeh sous la IVe dynastie.
L'entrée du côté nord est suivie d'un court couloir descendant bordé de granit rouge suivi d'un passage se terminant à la chambre funéraire avec son toit à deux versants composé de grandes poutres en pierre calcaire. Aujourd'hui, ces poutres sont endommagées, ce qui affaiblit la structure pyramidale. Des fragments du sarcophage ont été trouvés dans la chambre funéraire, quand John Shae Perring y est entré pour la première fois au milieu du XIXe siècle. Les blocs de toit colossaux du temple de Sahourê pesaient jusqu'à environ deux-cent-vingt tonnes selon les estimations de Perring. Il a estimé la taille des plus grands blocs à 10 × 2,7 m par 3,7 m. Une extrémité de ces blocs a été effilée, de sorte que le volume estimé est de 95 mètres3.

## Culte funéraire

### Ancien Empire
L'héritage le plus immédiat de Sahourê est son culte funéraire, qui s'est poursuivi jusqu'à la fin de l'Ancien Empire quelque trois-cents ans après sa mort. Au moins vingt-deux domaines agricoles ont été créés pour produire les biens nécessaires à ce culte. Plusieurs prêtres servant ce culte ou celui du temple solaire de Sahourê au cours des Ve et VIe dynasties sont connus grâce aux inscriptions et aux artefacts de leurs tombes à Saqqarah et à Abousir : 
- Atjema : prêtre du temple solaire de Sahourê sous la VIe dynastie[75] ;
- Khouyemsneouy : prêtre de Sahourê pendant les règnes de Néferirkarê et Niouserrê, prêtre de Rê et d'Hathor dans le temple solaire de Néferirkarê, prêtre dans les complexes pyramidaux de Néferirkarê et Niouserrê et « Dirigeant des deux greniers »[76] ;
- Nikarê : prêtre du culte de Sahourê et surveillant des scribes du grenier à blé de la cinquième dynastie[77] ;
- Seneouânkh : prêtre des cultes d'Ouserkaf et de Sahourê, enterré dans un mastaba à Saqqarah[78] ;
- Sedaoug : prêtre du culte de Sahourê, prêtre de Râ au temple du soleil d'Ouserkaf et titulaire du titre de connaissance royale, enterré à Gizeh[79] ;
- Tepemânkh : prêtre des cultes des rois de la IVe dynastie à la Ve dynastie, y compris Ouserkaf et Sahourê, enterré dans un mastaba à Abousir[80],[81],[82].

Un autre héritage de Sahourê est son complexe pyramidal : sa disposition est devenue le modèle de tous les complexes pyramidaux ultérieurs de l'Ancien Empire et certains de ses éléments architecturaux, tels que ses colonnes palmiformes, sont devenus la marque de l'architecture égyptienne.

### Moyen Empire
Au début de la période du Moyen Empire, au début de la XIIe dynastie, le pharaon Sésostris Ier commande une statue de Sahourê. La statue se trouvait dans le temple de Karnak et appartenait probablement à un groupe de portraits de rois décédés.
La statue de Sahourê, qui se trouve actuellement au Musée égyptien du Caire (CG 42004 au catalogue), est en granit noir et mesure cinquante centimètres de haut. Sahourê est représenté trônant, portant une jupe plissée et une perruque ronde frisée. Les deux côtés du trône portent des inscriptions identifiant l'œuvre comme un portrait de Sahourê réalisé sur ordre de Sésostris Ier.
Une autre indication que Sahourê n'avait pas disparu de mémoire pendant le Moyen Empire est le papyrus Westcar, qui a été écrit pendant la XIIe dynastie. Le papyrus raconte l'histoire mythique des origines de la Ve dynastie, présentant les rois Ouserkaf, Sahourê et Néferirkarê comme trois frères, fils de Rê et d'une femme nommée Rededjet.

### Nouvel Empire et époques tardives
En tant que roi décédé, Sahourê a continué à recevoir des offrandes religieuses pendant le Nouvel Empire. La meilleure preuve en est la Chambre des ancêtres, une liste des ancêtres royaux inscrits sur les murs du temple de Karnak sous le règne de Thoutmôsis III de la XVIIIe dynastie. Contrairement à d'autres listes de rois égyptiens anciens, les rois ne sont pas classés par ordre chronologique. En effet, le but de la liste était purement religieux plutôt qu'historique : il s'agissait de nommer les rois défunts pour qu'ils soient honorés dans le temple de Karnak.
Sous la XIXe dynastie, le prince Khâemouaset, fils de Ramsès II, entreprit des travaux de restauration dans toute l'Égypte sur les pyramides et les temples tombés en ruines. Les inscriptions sur le parement de pierre de la pyramide de Sahourê montrent qu'elle a été restaurée à cette époque,. C'est peut-être parce que, à partir du milieu de la XVIIIe dynastie, le temple mortuaire de Sahourê a servi de sanctuaire à la déesse Sekhmet. Dans la seconde partie de la XVIIIe dynastie et pendant la XIXe dynastie, de nombreux visiteurs ont laissé des inscriptions, stèles et statues dans le temple. Les activités semblent s'être poursuivies sur le site pendant longtemps, comme en témoignent les graffitis datant de la XXVIe dynastie jusqu'à la période ptolémaïque,,.